# Damernas turnering i volleyboll vid asiatiska spelen 2010
Damernas turnering i volleyboll vid asiatiska spelen 2010 var den trettonde upplaga av tävlingen, som organiseras av AVC tillsammans med Asiens olympiska råd. Turneringen hölls 18 till 27 november 2014 i Guangzhou, Kina. I turneringen deltog elva landslag och Kina vann turnering för sjunde gången genom att besegra Sydkorea i finalen.

## Laguppställningar
| Kina | Taiwan | Indien | Japan |
| --- | --- | --- | --- |
| - Wang Yimei - Zhang Lei - Yang Jie - Shen Jingsi - Zhou Suhong - Zhang Xian - Wei Qiuyue - Li Juan - Xu Yunli - Xue Ming - Chen Liyi - Ma Yunwen                                                                                   | - Teng Yen-min - Huang Szu-chi - Wu Ko-jou - Hsieh Yi-ting - Tsai Yin-feng - Liao Wan-ju - Chen Wan-ting - Wu Shu-fen - Yang Meng-hua - Wen I-tzu - Yen Pei-ling - Yang Ya-chu                                      | - Priyanka Khedkar - Princy Joseph - P. J. Jomol - Kattuparambath Reshma - Soumya Vengadan - Shibi Joseph - Soorya Thottangal - Tiji Raju - Priyanka Bora - Terin Antony - Minimol Abraham - Aswani Kiran | - Mariko Mori - Masami Yokoyama - Mayumi Kosuge - Hiroko Hakuta - Yuki Nishiyama - Minami Yoshida - Sakura Numata - Shoko Omura - Saki Minemura - Miku Izuoka - Rika Nomoto - Misato Kimura |
| Kazakstan | Maldiverna | Mongoliet | Nordkorea |
| - Natalya Zhukova - Sana Jarlagassova - Olga Nassedkina - Olessya Arslanova - Korinna Ishimtseva - Irina Lukomskaya - Yelena Ezau - Marina Storozhenko - Yuliya Kutsko - Lyudmila Anarbayeva - Inna Matveyeva - Olga Drobyshevskaya | - Mariyam Haleem - Nasra Ibrahim - Aishath Nazima - Muna Muneer - Aishath Saffa - Haleemath Sama - Leela Hamid - Suhana Mohamed - Hawwa Rashida - Aminath Zeena - Agila Hamid - Fathmath Aroosha                    | - Sükhbatyn Otgonbyamba - Altangereliin Pürevsüren - Altangereliin Naranchimeg - Pürevjavyn Buyanjargal - Gantsetsegiin Enkhsaikhan - Lkhagvasürengiin Otgontsetseg - Chinboldyn Khaliun - Ganboldyn Tsetsegjargal - Erkhembayaryn Mönkh-Üils - Amgalanbazaryn Uranchimeg - Bayaagiin Sünjidmaa - Gansükhiin Ölziidelger | - Kim Un-jong - Kim Yong-mi - Jong Jin-sim - Han Ok-sim - Min Ok-ju - Choe Ryon - Kim Kyong-suk - Ri Hyon-suk - Nam Mi-hyang - Kim Hye-ok - Kim Ok-hui - Ri Sun-jong                        |
| Sydkorea | Tadzjikistan | Thailand | |
| - Oh Ji-young - Kim Sa-nee - Nam Jie-youn - Yim Myung-ok - Kim Yeon-koung - Han Yoo-mi - Han Song-yi - Jung Dae-young - Hwang Youn-joo - Kim Se-young - Lee So-ra - Yang Hyo-jin                                                    | - Shahnoza Nazirova - Umeda Juraeva - Dilfuza Dadojonova - Safina Zoalshoeva - Sukhanoro Abdulloeva - Mushtari Jonalishoeva - Asliya Gulomrasulova - Ganjina Imronshoeva - Malika Muzafarova - Nigina Muborakshoeva | - Piyanut Pannoy - Rasamee Supamool - Pleumjit Thinkaow - Onuma Sittirak - Utaiwan Kaensing - Wilavan Apinyapong - Amporn Hyapha - Kamonporn Sukmak - Nootsara Tomkom - Sutadta Chuewulim - Malika Kanthong - Em-orn Phanusit                                                                                            | |

## Resultat
Alla tider är kinesisk standardtid (UTC+08:00)

### Förrunda

#### Grupp A
| Pos | Lag          | M | V | F | P | BV  | BF  | BK    | SV | SF | SK    |
| --- | ------------ | - | - | - | - | --- | --- | ----- | -- | -- | ----- |
| 1   | Kina         | 4 | 4 | 0 | 8 | 360 | 225 | 1,600 | 12 | 3  | 4,000 |
| 2   | Sydkorea     | 4 | 3 | 1 | 7 | 320 | 214 | 1,495 | 11 | 3  | 3,667 |
| 3   | Thailand     | 4 | 2 | 2 | 6 | 295 | 232 | 1,272 | 7  | 6  | 1,167 |
| 4   | Mongoliet    | 4 | 1 | 3 | 5 | 175 | 251 | 0,697 | 3  | 9  | 0,333 |
| 5   | Tadzjikistan | 4 | 0 | 4 | 4 | 72  | 300 | 0,240 | 0  | 12 | 0,000 |

| Datum  | Tid   |              | Resultat |              | Set 1 | Set 2 | Set 3 | Set 4 | Set 5 | Totalt | Rapport |
| ------ | ----- | ------------ | -------- | ------------ | ----- | ----- | ----- | ----- | ----- | ------ | ------- |
| 18 Nov | 18:00 | Thailand     | 0–3      | Sydkorea     | 20–25 | 19–25 | 17–25 |       |       | 56–75  | Rapport |
| 18 Nov | 20:00 | Tadzjikistan | 0–3      | Kina         | 5–25  | 4–25  | 2–25  |       |       | 11–75  | Rapport |
| 19 Nov | 12:00 | Mongoliet    | 0–3      | Thailand     | 6–25  | 9–25  | 22–25 |       |       | 37–75  | Rapport |
| 19 Nov | 18:00 | Sydkorea     | 3–0      | Tadzjikistan | 25–4  | 25–7  | 25–3  |       |       | 75–14  | Rapport |
| 20 Nov | 18:00 | Tadzjikistan | 0–3      | Mongoliet    | 9–25  | 6–25  | 11–25 |       |       | 26–75  | Rapport |
| 20 Nov | 20:00 | Kina         | 3–2      | Sydkorea     | 23–25 | 23–25 | 25–22 | 25–17 | 15–6  | 111–95 | Rapport |
| 21 Nov | 18:00 | Thailand     | 3–0      | Tadzjikistan | 25–7  | 25–8  | 25–6  |       |       | 75–21  | Rapport |
| 21 Nov | 20:00 | Mongoliet    | 0–3      | Kina         | 9–25  | 13–25 | 8–25  |       |       | 30–75  | Rapport |
| 22 Nov | 12:00 | Sydkorea     | 3–0      | Mongoliet    | 25–7  | 25–12 | 25–14 |       |       | 75–33  | Rapport |
| 22 Nov | 20:00 | Kina         | 3–1      | Thailand     | 25–23 | 25–21 | 24–26 | 25–19 |       | 99–89  | Rapport |

#### Grupp B
| Pos | Lag        | M | V | F | P  | BV  | BF  | BK    | SV | SF | SK    |
| --- | ---------- | - | - | - | -- | --- | --- | ----- | -- | -- | ----- |
| 1   | Kazakstan  | 5 | 5 | 0 | 10 | 443 | 317 | 1,397 | 15 | 4  | 3,750 |
| 2   | Nordkorea  | 5 | 4 | 1 | 9  | 431 | 316 | 1,364 | 14 | 5  | 2,800 |
| 3   | Japan      | 5 | 3 | 2 | 8  | 395 | 344 | 1,148 | 10 | 8  | 1,250 |
| 4   | Taiwan     | 5 | 2 | 3 | 7  | 429 | 365 | 1,175 | 11 | 9  | 1,222 |
| 5   | Indien     | 5 | 1 | 4 | 6  | 260 | 319 | 0,815 | 3  | 12 | 0,250 |
| 6   | Maldiverna | 5 | 0 | 5 | 5  | 78  | 375 | 0,208 | 0  | 15 | 0,000 |

| Datum  | Tid   |                  | Resultat |            | Set 1 | Set 2 | Set 3 | Set 4 | Set 5 | Totalt  | Rapport |
| ------ | ----- | ---------------- | -------- | ---------- | ----- | ----- | ----- | ----- | ----- | ------- | ------- |
| 18 Nov | 12:00 | Kazakstan        | 3–0      | Maldiverna | 25–7  | 25–6  | 25–3  |       |       | 75–16   | Rapport |
| 18 Nov | 14:00 | Kinesiska Taipei | 2–3      | Japan      | 25–19 | 17–25 | 26–24 | 17–25 | 15–17 | 100–110 | Rapport |
| 18 Nov | 16:00 | Nordkorea        | 3–0      | Indien     | 25–23 | 25–13 | 25–20 |       |       | 75–56   | Rapport |
| 19 Nov | 14:00 | Maldiverna       | 0–3      | Indien     | 6–25  | 7–25  | 6–25  |       |       | 19–75   | Rapport |
| 19 Nov | 16:00 | Kazakstan        | 3–1      | Taiwan     | 25–19 | 17–25 | 25–19 | 25–19 |       | 92–82   | Rapport |
| 19 Nov | 20:00 | Japan            | 0–3      | Nordkorea  | 21–25 | 17–25 | 13–25 |       |       | 51–75   | Rapport |
| 20 Nov | 12:00 | Kinesiska Taipei | 3–0      | Maldiverna | 25–4  | 25–10 | 25–5  |       |       | 75–19   | Rapport |
| 20 Nov | 14:00 | Nordkorea        | 2–3      | Kazakstan  | 22–25 | 25–22 | 25–17 | 16–25 | 10–15 | 98–104  | Rapport |
| 20 Nov | 16:00 | Indien           | 0–3      | Japan      | 23–25 | 16–25 | 17–25 |       |       | 56–75   | Rapport |
| 21 Nov | 12:00 | Kazakstan        | 3–0      | Indien     | 25–18 | 25–9  | 25–10 |       |       | 75–37   | Rapport |
| 21 Nov | 14:00 | Maldiverna       | 0–3      | Japan      | 7–25  | 1–25  | 8–25  |       |       | 16–75   | Rapport |
| 21 Nov | 16:00 | Kinesiska Taipei | 2–3      | Nordkorea  | 25–17 | 28–26 | 18–25 | 14–25 | 12–15 | 97–108  | Rapport |
| 22 Nov | 14:00 | Indien           | 0–3      | Taiwan     | 12–25 | 12–25 | 12–25 |       |       | 36–75   | Rapport |
| 22 Nov | 16:00 | Japan            | 1–3      | Kazakstan  | 15–25 | 25–22 | 23–25 | 21–25 |       | 84–97   | Rapport |
| 22 Nov | 18:00 | Nordkorea        | 3–0      | Maldiverna | 25–4  | 25–1  | 25–3  |       |       | 75–8    | Rapport |

### Spel om plats 9-11
|  | Spel om plats 9-11 | Spel om plats 9-11 |             |   | Spel om plats 9-10 | Spel om plats 9-10 |
|  |                    |                    |             |   |                    |                    |
|  |                    |                    |             |   |                    |                    |
|  |                    |                    |             |   |                    |                    |
|  |                    |                    |             |   |                    |                    |
|  | 25 November        |                    |             |   |                    |                    |
|  |                    |                    |             |   |                    |                    |
|  | Indien             | 3                  |             |   |                    |                    |
|  | Indien             | 3                  | 24 November |   |                    |                    |
|  |                    |                    | Maldiverna  | 0 |                    |                    |
|  | Tadzjikistan       | 0                  | Maldiverna  | 0 |                    |                    |
|  | Tadzjikistan       | 0                  |             |   |                    |                    |
|  | Maldiverna         | 3                  |             |   |                    |                    |
|  | Maldiverna         | 3                  |             |   |                    |                    |

#### Semifinaler
| Datum  | Tid   |              | Resultat |            | Set 1 | Set 2 | Set 3 | Set 4 | Set 5 | Totalt | Rapport |
| ------ | ----- | ------------ | -------- | ---------- | ----- | ----- | ----- | ----- | ----- | ------ | ------- |
| 24 Nov | 12:00 | Tadzjikistan | 0–3      | Maldiverna | 21–25 | 24–26 | 18–25 |       |       | 63–76  | Rapport |

#### Spel om plats 9-10
| Datum  | Tid   |        | Resultat |            | Set 1 | Set 2 | Set 3 | Set 4 | Set 5 | Totalt | Rapport |
| ------ | ----- | ------ | -------- | ---------- | ----- | ----- | ----- | ----- | ----- | ------ | ------- |
| 25 Nov | 12:00 | Indien | 3–0      | Maldiverna | 25–4  | 25–5  | 25–7  |       |       | 75–16  | Rapport |

### Huvudrundan
|  | Kvartsfinaler | Kvartsfinaler |             |   | Semifinaler         | Semifinaler         |  |  | Final | Final |
|  |               |               |             |   |                     |                     |  |  |       |       |
|  | 24 November   |               |             |   |                     |                     |  |  |       |       |
|  |               |               |             |   |                     |                     |  |  |       |       |
|  | Kazakstan     | 3             |             |   |                     |                     |  |  |       |       |
|  | Kazakstan     | 3             | 25 November |   |                     |                     |  |  |       |       |
|  | Mongoliet     | 0             |             |   |                     |                     |  |  |       |       |
|  | Mongoliet     | 0             | Kazakstan   | 0 |                     |                     |  |  |       |       |
|  | 24 November   |               | Kazakstan   | 0 |                     |                     |  |  |       |       |
|  |               | Sydkorea      | 3           |   |                     |                     |  |  |       |       |
|  | Sydkorea      | Sydkorea      | 3           | 3 |                     |                     |  |  |       |       |
|  | Sydkorea      |               | 27 November | 3 |                     |                     |  |  |       |       |
|  | Japan         | 0             |             |   |                     |                     |  |  |       |       |
|  | Japan         | 0             | Sydkorea    | 2 |                     |                     |  |  |       |       |
|  | 24 November   |               | Sydkorea    | 2 |                     |                     |  |  |       |       |
|  |               | Kina          | 3           |   |                     |                     |  |  |       |       |
|  | Kina          | Kina          | 3           | 3 |                     |                     |  |  |       |       |
|  | Kina          | 25 November   |             | 3 |                     |                     |  |  |       |       |
|  | Taiwan        | 0             |             |   |                     |                     |  |  |       |       |
|  | Taiwan        | 0             | Kina        | 3 |                     |                     |  |  |       |       |
|  | 24 November   |               | Kina        | 3 |                     |                     |  |  |       |       |
|  |               | Nordkorea     | 0           |   | Match om tredjepris | Match om tredjepris |  |  |       |       |
|  | Nordkorea     | Nordkorea     | 0           | 3 | Match om tredjepris | Match om tredjepris |  |  |       |       |
|  | Nordkorea     |               | 27 November | 3 |                     |                     |  |  |       |       |
|  | Thailand      | 2             |             |   |                     |                     |  |  |       |       |
|  | Thailand      | 2             | Kazakstan   | 3 |                     |                     |  |  |       |       |
|  |               |               |             |   |                     |                     |  |  |       |       |
|  | Nordkorea     | 0             |             |   |                     |                     |  |  |       |       |
|  | Nordkorea     | 0             |             |   |                     |                     |  |  |       |       |

|  | Spel om plats 5-8 | Spel om plats 5-8 |                   |   | Spel om plats 5-6 | Spel om plats 5-6 |
|  |                   |                   |                   |   |                   |                   |
|  | 25 November       |                   |                   |   |                   |                   |
|  |                   |                   |                   |   |                   |                   |
|  | Mongoliet         | 0                 |                   |   |                   |                   |
|  | Mongoliet         | 0                 | 27 November       |   |                   |                   |
|  | Japan             | 3                 |                   |   |                   |                   |
|  | Japan             | 3                 | Japan             | 1 |                   |                   |
|  | 25 November       |                   | Japan             | 1 |                   |                   |
|  |                   | Thailand          | 3                 |   |                   |                   |
|  | Taiwan            | Thailand          | 3                 | 0 |                   |                   |
|  | Taiwan            |                   |                   | 0 |                   |                   |
|  | Thailand          | 3                 |                   |   |                   |                   |
|  | Thailand          | 3                 | Spel om plats 7-8 |   |                   |                   |
|  |                   |                   |                   |   |                   |                   |
|  | 27 November       |                   |                   |   |                   |                   |
|  |                   |                   |                   |   |                   |                   |
|  | Mongoliet         | 0                 |                   |   |                   |                   |
|  | Mongoliet         | 0                 |                   |   |                   |                   |
|  | Taiwan            | 3                 |                   |   |                   |                   |

#### Kvartsfinaler
| Datum  | Tid   |           | Resultat |           | Set 1 | Set 2 | Set 3 | Set 4 | Set 5 | Totalt | Rapport |
| ------ | ----- | --------- | -------- | --------- | ----- | ----- | ----- | ----- | ----- | ------ | ------- |
| 24 Nov | 14:00 | Nordkorea | 3–2      | Thailand  | 25–23 | 17–25 | 27–25 | 7–25  | 15–12 | 91–110 | Rapport |
| 24 Nov | 16:00 | Sydkorea  | 3–0      | Japan     | 25–16 | 25–22 | 25–15 |       |       | 75–53  | Rapport |
| 24 Nov | 18:00 | Kazakstan | 3–0      | Mongoliet | 25–18 | 25–8  | 25–12 |       |       | 75–38  | Rapport |
| 24 Nov | 20:00 | Kina      | 3–0      | Taiwan    | 25–10 | 25–18 | 25–19 |       |       | 75–47  | Rapport |

#### Spel om plats 5-8
| Datum  | Tid   |                  | Resultat |          | Set 1 | Set 2 | Set 3 | Set 4 | Set 5 | Totalt | Rapport |
| ------ | ----- | ---------------- | -------- | -------- | ----- | ----- | ----- | ----- | ----- | ------ | ------- |
| 25 Nov | 14:00 | Mongoliet        | 0–3      | Japan    | 15–25 | 6–25  | 11–25 |       |       | 32–75  | Rapport |
| 25 Nov | 16:00 | Kinesiska Taipei | 0–3      | Thailand | 13–25 | 22–25 | 27–29 |       |       | 62–79  | Rapport |

#### Semifinaler
| Datum  | Tid   |           | Resultat |           | Set 1 | Set 2 | Set 3 | Set 4 | Set 5 | Totalt | Rapport |
| ------ | ----- | --------- | -------- | --------- | ----- | ----- | ----- | ----- | ----- | ------ | ------- |
| 25 Nov | 18:00 | Kazakstan | 0–3      | Sydkorea  | 15–25 | 17–25 | 19–25 |       |       | 51–75  | Rapport |
| 25 Nov | 20:00 | Kina      | 3–0      | Nordkorea | 25–11 | 25–20 | 25–15 |       |       | 75–46  | Rapport |

#### Spel om plats 7-8
| Datum  | Tid   |           | Resultat |        | Set 1 | Set 2 | Set 3 | Set 4 | Set 5 | Totalt | Rapport |
| ------ | ----- | --------- | -------- | ------ | ----- | ----- | ----- | ----- | ----- | ------ | ------- |
| 27 Nov | 10:00 | Mongoliet | 0–3      | Taiwan | 18–25 | 11–25 | 11–25 |       |       | 40–75  | Rapport |

#### Spel om plats 5-6
| Datum  | Tid   |       | Resultat |          | Set 1 | Set 2 | Set 3 | Set 4 | Set 5 | Totalt | Rapport |
| ------ | ----- | ----- | -------- | -------- | ----- | ----- | ----- | ----- | ----- | ------ | ------- |
| 27 Nov | 12:30 | Japan | 1–3      | Thailand | 12–25 | 28–26 | 14–25 | 26–28 |       | 80–104 | Rapport |

#### Match om tredjepris
| Datum  | Tid   |           | Resultat |           | Set 1 | Set 2 | Set 3 | Set 4 | Set 5 | Totalt | Rapport |
| ------ | ----- | --------- | -------- | --------- | ----- | ----- | ----- | ----- | ----- | ------ | ------- |
| 27 Nov | 10:00 | Kazakstan | 3–0      | Nordkorea | 25–21 | 25–16 | 25–22 |       |       | 75–59  | Rapport |

#### Final
| Datum  | Tid   |          | Resultat |      | Set 1 | Set 2 | Set 3 | Set 4 | Set 5 | Totalt | Rapport |
| ------ | ----- | -------- | -------- | ---- | ----- | ----- | ----- | ----- | ----- | ------ | ------- |
| 27 Nov | 14:00 | Sydkorea | 2–3      | Kina | 25–21 | 25–22 | 10–25 | 17–25 | 14–16 | 91–109 | Rapport |

## Slutplaceringar
| Rank | Lag          | S | V | F |
| ---- | ------------ | - | - | - |
| 1    | Kina         | 7 | 7 | 0 |
| 2    | Sydkorea     | 7 | 5 | 2 |
| 3    | Kazakstan    | 8 | 7 | 1 |
| 4    | Nordkorea    | 8 | 5 | 3 |
| 5    | Thailand     | 7 | 4 | 3 |
| 6    | Japan        | 8 | 4 | 4 |
| 7    | Taiwan       | 8 | 3 | 5 |
| 8    | Mongoliet    | 7 | 1 | 6 |
| 9    | Indien       | 6 | 2 | 4 |
| 10   | Maldiverna   | 7 | 1 | 6 |
| 11   | Tadzjikistan | 5 | 0 | 5 |